# Perdas Longas
Die Perdas Longas (deutsch die langen Steine) von Guspini sind zwei Menhire, die sich in der Nähe des Industriegebietes von Guspini in der Provinz Medio Campidano auf Sardinien befinden.

## Beschreibung
Der höhere, 2,6 m hohe Menhir wird auf Sardisch „Sa Sennoredda“ (deutsch das Fräulein) genannt und repräsentiert die Muttergöttin. Im Vergleich zum anderen Menhir ist er gedrungen und hat weiche, rundere Kanten einschließlich der Oberseite. Der aus rosafarbenem Granit bestehende Stein zeichnet sich durch Schälchen aus, die in mehrere Seiten geschnitzt wurden.
Der kleinere 1,8 m hohe Menhir repräsentiert den Stiergott. Er hat eine schlankere Form und ein spitzes Ende. Der rosa Granitstein ist etwas geneigt.
Die der Ozieri-Kultur (3200–2800 v. Chr.) zugeschriebenen Menhire repräsentieren die Muttergöttin und den Stiergott, Symbole, die auch für andere prähistorische sardische Monumente wie die Domus de Janas, wo sie in Form von Protome vertreten sind, und im Grundriss der Gigantengräber charakteristisch sind.
In der Nähe liegen die Domus de Janas di Bruncu Maddeus.

## Legende
Mit den Menhiren ist eine Legende verbunden, nach der Sa Sennoredda und ihr Begleiter zwei Liebende waren, die überrascht wurden, als sie versuchten zu fliehen, um ihren verbotenen Traum zu verwirklichen.